# Calvario y ermita del Santísimo Cristo de la Fe de Adzaneta de Albaida
El Calvario y ermita del Santísimo Cristo de la Fe es un conjunto monumental situado en la subida del Calvario, en el municipio español de Adzaneta de Albaida. Es Bien de Relevancia Local con identificador número 46.24.003-001.

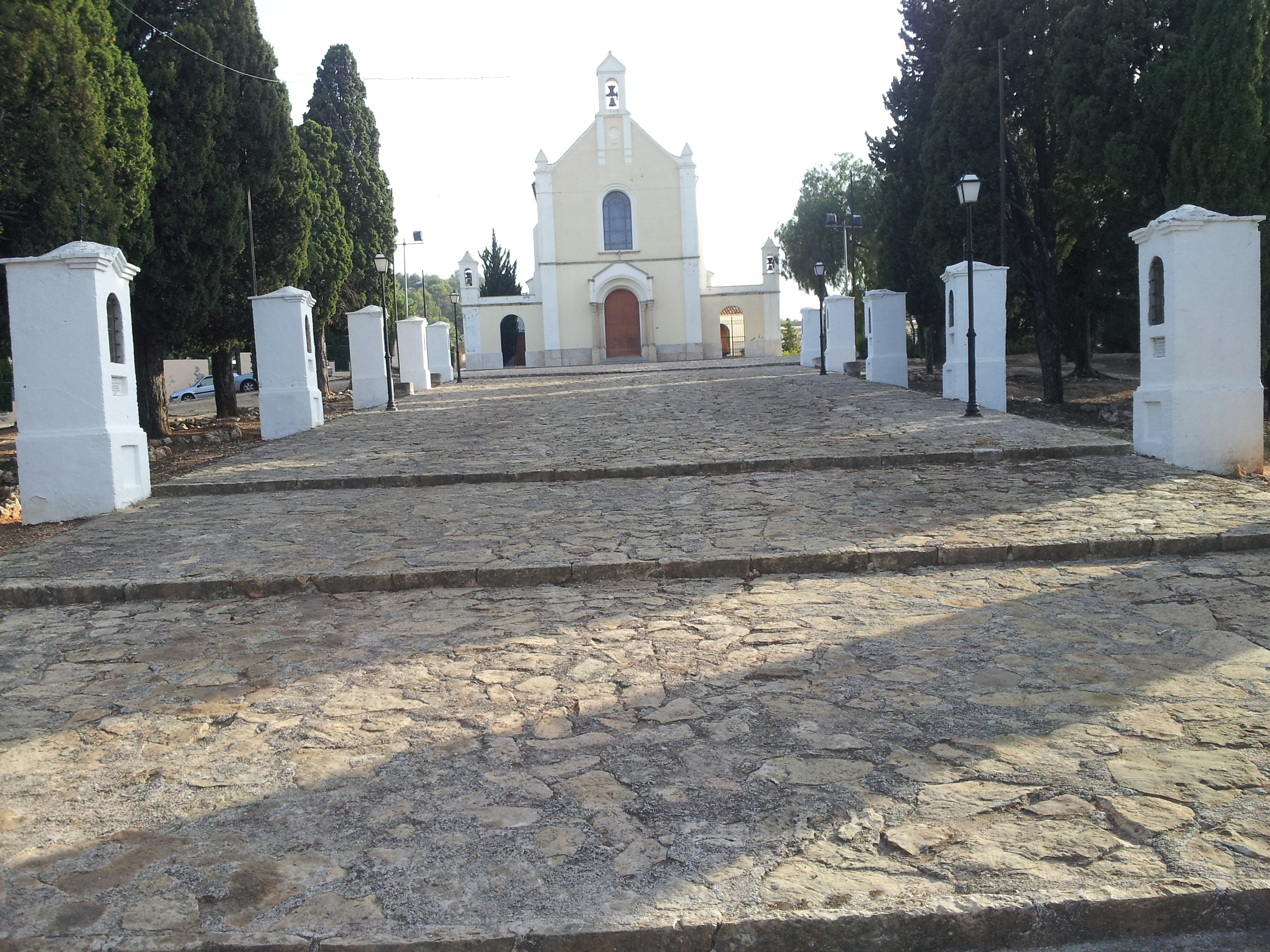

## Historia
El conjunto se edificó en los siglos XVIII y XIX. En 1709 se edificó el Calvario y una ermita. La ermita fue reemplazada por otra construida entre 1756 y 1761, la cual fue reemplazada a su vez por otra de mayor tamaño, que se inició en 1883 y se concluyó en 1890.

## Descripción
Es un  edificio alto y esbelto, en el que resaltan dos cuerpos laterales precedidos por sendos jardines cerrados por verjas, en cuyos extremos se levantan dos pequeños campanarios blancos con cimbalillo y cruz de hierro. La fachada es de estilo renacentista. Presenta en sus esquinas pilastras que acaban en adornos piramidales por encima de la cornisa. La portada está formada por cuatro columnas de piedra que enmarcan la puerta situada bajo un arco de medio punto. Sobre la archivolta de la portada se abre una gran vidriera representando al Cristo de la advocación con el escudo de Adzaneta. Más arriba remata el frontón una espadaña estilizada cubierta por un cuerpo piramidal. El tejado del edificio es de dos aguas y sus paramentos laterales están reforzados exteriormente por contrafuertes de poco relieve.
El interior simula el estilo gótico, con bóvedas de crucería y decoración neobizantina. Tiene un coro alto y altares laterales. En las hornacinas situadas en estos altares se veneran imágenes actuales relacionadas con los episodios de la Pasión. En el presbiterio se halla el retablo del altar mayor, de escayola muy decorada, con el Cristo titular, una talla del siglo XIX, y a sus lados dos ángeles de factura actual. Los flanquean los Cuatro Evangelistas. También son de destacar el zócalo de azulejos y una imagen de la Dolorosa de 1722.

## Tradiciones
El Santísimo Cristo de la Fe, es conocido popularmente como El Morenet, apelativo que se le dio por el tono tostado de la imagen. Este color se debe a que durante las guerras napoleónicas los soldados ocupantes la arrojaron al fuego, aunque no lograron quemarla. La fiesta del Cristo es el 23 de septiembre de cada año. Durante ella se traslada la imagen en procesión a la parroquia. Cuando es devuelta a la ermita al anochecer, los portadores hacen girar la imagen para que mire a todos los parajes del valle, pero especialmente la vuelven hacia Albaida. Del mismo modo, que los vecinos de esa ciudad hacen el mismo gesto hacia Adzaneta cuando sacan en procesión a su patrona, la Virgen del Remedio.